# Campoplex posticus
Campoplex posticus är en stekelart som beskrevs av Walker 1871. Campoplex posticus ingår i släktet Campoplex och familjen brokparasitsteklar. Inga underarter finns listade.